# Leitor
O leitor, na teoria literária, é uma das três entidades da história, sendo as outras o narrador e o autor. O leitor e o autor habitam o mundo real. É função do autor criar um mundo alternativo, com personagens e cenários e eventos que formem a história. É função do leitor entender e interpretar a história. Já o narrador existe somente no mundo da história  e aparece de uma forma que o leitor possa compreendê-lo.
Algumas teorias, tanto na literatura como na comunicação, estudam especificamente o leitor. São as teorias da recepção.